# اوسترا گلاوا
اوسترا گلاوا (به صربی: Ostra Glava) یک منطقهٔ مسکونی در صربستان است که در ناحیه پچینیا واقع شده‌است. اوسترا گلاوا ۷۲ نفر جمعیت دارد.